# Uapaca togoensis
Espèce
Synonymes
- Uapaca guignardii A.Chev. ex Beille[1]
- Uapaca somon Aubrév. & Leandri[1]

Uapaca togoensis est une espèce de plantes à fleurs de la famille des Phyllanthaceae et du genre Uapaca. C'est un arbre présent en Afrique tropicale.

## Description
C'est un arbre d'une hauteur de 10 à 20 m, occasionnellement de 30 m. Il possède un fût cylindrique droit, d'un diamètre de 20 cm, une couronne étalée dense et des fleurs jaunes. Il produit, très rarement, des racines aériennes,,.

## Distribution
L'espèce est présente en Afrique tropicale de l'Ouest, au Sénégal, au Bénin, au Mali, au Ghana, en Guinée, au sud du Tchad, au Cameroun, en république centrafricaine, au Gabon, en république démocratique du Congo et au nord de l'Angola.

## Habitat
On la rencontre dans les galeries forestières et les savanes arborées, à une altitude allant jusqu'à 1 400 m. Elle est grégaire dans les endroits humides, à la lisière des forêts ,.

## Utilisation
On lui connaît un certain nombre d'utilisations médicinales. On traite notamment l'ictère avec un bain à base de décocté d'écorce.